# Borotba
Borotba (en ucraïnès: Об'єднання «Боротьба»; en rus: Объединение «Боротьба») és una organització política d'esquerres d'Ucraïna, amb presència a les ciutats d'Odessa, Khàrkiv, Kíev i Dniprò. Es defineix com una organització marxista revolucionària que dona suport als principis de l'anticapitalisme, l'internacionalisme, l'antifeixisme i la igualtat de gènere.

## Història
Borotba ha estat descrit com a part de l'heterogènia Nova Esquerra. El seu líder és el rus Víctor Shapinov, anteriorment actiu al Partit dels Treballadors Comunista Rus abans de traslladar-se a Ucraïna el 2005. L'organització va ser fundada el maig de 2011 per un grup marxista-leninista format el 2007, el Partit Comunista d'Ucraïna (KPU) i la seva sectorial juvenil, el Sindicat de Treballadors d'Ucraïna, l'Associació Juvenil Che Guevara, el moviment social Joves contra el capitalisme i alguns activistes d'esquerres a títol individual que també s'hi van unir. El congrés fundacional va comptar amb la presència de delegats de tota Ucraïna. També hi van assistir observadors internacionals de Suècia i Rússia.
Borotba ha col·laborat i ha rebut el suport de L'Esquerra alemanya, del Partit de l'Esquerra suec i del partit d'oposició rus Front d'Esquerra.

## Política
Quan el 2013 van començar les protestes de l'Euromaidan, Borotba s'hi va mostrar crítica des de l'inici, i quan alguns militants de Borotba van fer campanya a la Confederació de Sindicats Independents d'Ucraïna per a lluitar contra l'augment del cost del transport públic a Kíev van ser atacats per grupuscles d'extrema dreta.
L'anàlisi de Borotba de les autoritats que van substituir l'expresident Víktor Ianukòvitx i el segon govern de Mikola Azàrov després de l'Euromaidan és que els nacionalistes ucraïnesos d'extrema dreta van rebre massa poder i control sobre ministeris i àmbits importants com ara defensa, anticorrupció, seguretat nacional, educació, agricultura i medi ambient, així com l'oficina del fiscal general d'Ucraïna. Borotba ha condemnat el que considera un cop d'estat «amb suport occidental» i «feixista» de febrer de 2014 i ha reclamat una revolució socialista a Ucraïna contra el govern d'«ultranacionalistes i neonazis».
La militància de Borotba va tenir un paper actiu en els esdeveniments polítics de Khàrkiv el març de 2014. El 15 de març, Borotba i el moviment popular van convocar una assemblea pública a Khàrkiv. Borotba es va unir als manifestants anti-Maidan per assaltar l'edifici de l'administració regional, que en aquell moment estava ocupat per activistes pro-Maidan, i foren acusats per altres organitzacions d'esquerra ucraïneses de participar en la pallissa d'activistes pro-Maidan, incloent anarquistes i el poeta Serhí Jadan. Borotba va justificar la seva acció considerant els ocupants membres del Pravi Sèktor. El 15 d'abril i el 8 de maig de 2014, la policia va assaltar l'oficina de Borotba a Khàrkiv.
A Khàrkiv, Borotba va imprimir 100.000 díptics i 10.000 cartells encoratjant al boicot a les eleccions presidencials ucraïneses de 2014 en considerar-les poc representatives, de dretes radicals i il·legítimes.
El Primer de Maig, Borotba va organitzar una concentració al carrer Kovalska de la ciutat d'Odessa. El mateix mes, Borotba es va unir al Partit Socialista Progressista d'Ucraïna i al Partit Comunista d'Ucraïna en una manifestació contra les eleccions presidencials. El 12 de setembre, un militant de Borotba va ser arrestat a Odessa pel Servei de Seguretat Interna sota l'acusació de terrorisme.

## Crítiques
El 3 de març de 2014, diverses organitzacions d'esquerres i anarquistes ucraïneses com el Sindicat de Treballadors Autònoms i el sindicat d'estudiants Acció Directa van criticar Borotba per la suposada cooperació amb grups conservadors prorussos i difondre «mentides i manipulacions dels fets». Borotba va rebutjar les acusacions com a «hipòcrites» i «irrellevants». Borotba afirmaà que ha criticat periòdicament el govern rus i s'ha organitzat en solidaritat amb les organitzacions russes d'esquerra que han patit la repressió de les autoritats russes.
Després de la difusió d'aquestes denúncies, l'oficina de coordinació regional del partit federal alemany L'Esquerra es va distanciar de Borotba i del seu membre fundador Sergei Kirichuk, que actualment viu exiliat a Alemanya. L'Esquerra va cancel·lar diversos esdeveniments amb Kirichuk, com dues taules rodones a Hamburg el 2 de juliol de 2014 i a Kiel el 3 de juliol de 2014. També es va cancel·lar una presentació del llibre que Kirichuk havia ajudat a coordinar a causa dels vincles de l'autor amb grups neonazis russos com la Unitat Nacional Russa i el Dvizheniye protiv nelegalnoy immigratsii.
Kirichuk va respondre a les acusacions, especialment pel que fa al seu suport als separatistes del sud i est d'Ucraïna, en una entrevista amb Andrej Hunko.